# Вторая Бундеслига (женский футбол)
Вторая женская Бундеслига — основное женское футбольное соревнование в Германии. Лига была создана в 2004 году Немецким футбольным союзом. За основу была взята мужская вторая Бундеслига.

## О турнире
Во второй Бундеслиге участвуют 24 команды. Лига устроена по принципу мужской второй Бундеслиги в формате, существовавшем до 1981 года, т.е. существует разделение на два дивизиона («Север» и «Юг»), включающих по 12 клубов, соответственно. Сезон состоит из 2 кругов по 11 туров. Каждая команда играет с каждой (один домашний матч, и один — гостевой).
По итогам сезона победитель каждого дивизиона и команда, занявшая второе место, получают право на участие в Бундеслиге, а команды занявшие 11-е и 12-е места выбывают Регионаллигу.
В одной лиге может участвовать представители только одной команды одного клуба, т.е. резервные составы не могут быть допущены к выходу во вторую Бундеслигу, если там уже находится основная команда. Но в лигах рангах ниже такие команды могут существовать, что подтверждает пример «Турбине» в сезоне 2005/06 имевшей команды во всех первых трёх лигах женского немецкого футбола.
Если команда выбывает из первой Бундеслиги во вторую, но там уже находится её вторая команда, то последняя автоматически исключается, а основному составу не требуется проходить процедуру повторного лицензирования.

## История создания
В результате недолгого периода существования (с 1990 года) первой женской Бундеслиги, выяснилось что год от года разрыв в уровне команд только увеличивался. Команды, проходившие в неё из региональных лиг, на следующий год немедленно вылетали. Потому в 2003 году Немецкий футбольный союз принял решение о создании второй женской Бундеслиги.
Первоначально планировалось провести соревнования в двух дивизионах по 12 команд. После число клубов должно было быть сокращено до десяти. Как и во второй Бундеслиге, резервным командам было отказано в участии. Места для первичного вхождения команд распределились по региональным лигам следующим образом: по 4 – от региональных лиг «Север» и «Запад», 1 – от «Юго-запада», 6 – от «Юга», 5 – от «Северо-востока». Кроме того, включались 2 команды, вылетевшие из Бундеслиги, и одна из южных Оберлиг.
В дальнейшем, резервным командам всё же было разрешено участвовать в данном соревновании. По этой причине решение о грядущем сокращении числа участников было отменено.
В первом сезоне (2003/04) приняли участие следующие женские футбольные клубы:
- вылетевшие из женской Бундеслиги: Браувайлер Пулхайм, Саарбрюкен;
- от западной Регионаллиги: Ваттеншайд 09, Гютерсло 2000, Лютгендортмунд, Обераусем-Фортуна;
- от северной Регионаллиги: Виктория Герштен, Вольфенбюттель, Гамбург II, Тиммель;
- от северо-восточной Регионаллиги: Ауэ, Йена, Лейпциг, Теннис-Боруссия, Турбине II;
- от южной Регионаллиги: Вакер, Занд, Зиндельфинген, Франкфурт II, Юнгинген, Ян Кальден;
- от юго-западной Регионаллиги: Виктория Йегерсбург;
- от Оберлиги «Баден-Вюртемберг»: Карлсруэ.

По спортивному принципу от «Запада» также квалифицировался клуб «Кёльн 1874», но отказался от участия по финансовым причинам. Следующий в таблице «Дуйсбург II» также не подал заявки, и потому в итоговом списке оказался «Лютгендортмунд». Победитель юго-западной Регионаллиги «Нидеркирхен» хотел принимать участие исключительно в первой женской Бундеслиге и также отказался. Команда «Лейпциг» для того чтобы принять участие в соревновании была вынуждена из-за финансовых трудностей объединиться с женским отделом местного «Локомотива».
Первый матч турнира состоялся 5 сентября 2004 года. Первый гол забила Кристина Аренд из «Саарбрюкена» в ворота «Ауэ», а сам это матч завершился победой саарок 7:1.

## Команды сезона 2014/15
| Команда (дивизион «Север») | Город       | Команда (дивизион «Юг») | Город              |
| -------------------------- | ----------- | ----------------------- | ------------------ |
| Бохум                      | Бохум       | Алемания (Ахен)         | Ахен               |
| Вердер                     | Бремен      | Бавария II              | Мюнхен             |
| Вольфсбург II              | Вольфсбург  | Вайнберг                | Аурах (Ансбах)     |
| Гютерсло 2009              | Гютерсло    | Вюрцбург                | Вюрцбург           |
| Клоппенбург                | Клоппенбург | Зиндельфинген           | Зиндельфинген      |
| Лейпциг                    | Лейпциг     | Кёльн                   | Кёльн              |
| Любарс                     | Берлин      | Крайльхсайм             | Крайльсхайм        |
| Магдебургер                | Магдебург   | Монтабаур               | Монтабаур          |
| Меппен                     | Меппен      | Нидеркирхен             | Нидеркирхен        |
| Турбине II                 | Потсдам     | Саарбрюкен              | Саарбрюкен         |
| Унион (Берлин)             | Берлин      | Франкфурт II            | Франкфурт-на-Майне |
| Хольштайн (Киль)           | Киль        | Хоффенхайм II           | Хоффенхайм         |

## Итоговая турнирная таблица сезона 2013/14

### «Север»
| М  | Команда                    | И  | В  | Н | П  | Мячи    | ±   | О  | Примечания                                                       |
| -- | -------------------------- | -- | -- | - | -- | ------- | --- | -- | ---------------------------------------------------------------- |
| 1  | Турбине II                 | 22 | 16 | 3 | 3  | 62 − 26 | +36 | 51 |                                                                  |
| 2  | Херфордер                  | 22 | 14 | 5 | 3  | 54 − 18 | +36 | 47 | Выход в первую женскую Бундеслигу                                |
| 3  | Вердер                     | 22 | 11 | 1 | 10 | 60 − 38 | +22 | 34 |                                                                  |
| 4  | Меппен                     | 22 | 10 | 4 | 8  | 36 − 32 | +4  | 34 |                                                                  |
| 5  | Гютерсло 2009              | 22 | 9  | 6 | 7  | 43 − 38 | +5  | 33 |                                                                  |
| 6  | Вольфсбург II              | 22 | 9  | 5 | 8  | 29 − 27 | +2  | 32 |                                                                  |
| 7  | Любарс                     | 22 | 7  | 5 | 10 | 34 − 32 | +2  | 26 |                                                                  |
| 8  | Магдебургер                | 22 | 6  | 8 | 8  | 30 − 42 | −12 | 26 |                                                                  |
| 9  | Лейпциг                    | 22 | 7  | 4 | 11 | 37 − 51 | −14 | 25 |                                                                  |
| 10 | Блау-Вайс (Хоэн Нойендорф) | 22 | 7  | 4 | 11 | 24 − 54 | −30 | 25 | Участие в стыковых матчах за право остаться во второй Бундеслиге |
| 11 | Йена II                    | 22 | 7  | 1 | 14 | 24 − 49 | −25 | 22 | Вылет в Регионаллигу                                             |
| 12 | Виктория (Берлин)          | 22 | 3  | 6 | 13 | 14 − 40 | −26 | 15 | Вылет в Регионаллигу                                             |

«Турбине II» не имел права выхода в Бундеслигу, поскольку является резервной командой.

### «Юг»
| М  | Команда      | И  | В  | Н | П  | Мячи    | ±   | О  | Примечания                                                       |
| -- | ------------ | -- | -- | - | -- | ------- | --- | -- | ---------------------------------------------------------------- |
| 1  | Занд         | 22 | 21 | 1 | 0  | 89 − 12 | +77 | 64 | Выход в первую женскую Бундеслигу                                |
| 2  | Кёльн        | 22 | 17 | 2 | 3  | 67 − 22 | +45 | 53 |                                                                  |
| 3  | Саарбрюкен   | 22 | 14 | 2 | 6  | 57 − 24 | +33 | 44 |                                                                  |
| 4  | Франкфурт II | 22 | 12 | 1 | 9  | 42 − 36 | +6  | 37 |                                                                  |
| 5  | Крайльхсайм  | 22 | 11 | 3 | 8  | 46 − 39 | +7  | 36 |                                                                  |
| 6  | Бохум        | 22 | 10 | 3 | 9  | 37 − 29 | +8  | 33 |                                                                  |
| 7  | Нидеркирхен  | 22 | 9  | 3 | 10 | 47 − 51 | −4  | 30 |                                                                  |
| 8  | Бавария II   | 22 | 7  | 7 | 8  | 31 − 30 | +1  | 28 |                                                                  |
| 9  | Вайнберг     | 22 | 8  | 2 | 12 | 45 − 48 | −3  | 26 |                                                                  |
| 10 | Вюрцбург     | 22 | 5  | 5 | 12 | 27 − 51 | −24 | 20 | Участие в стыковых матчах за право остаться во второй Бундеслиге |
| 11 | Бад-Нойенар  | 22 | 1  | 3 | 18 | 14 − 68 | −54 | 6  | Вылет в Регионаллигу                                             |
| 12 | Вёррштадт    | 22 | 0  | 2 | 20 | 5 − 97  | −92 | 2  | Вылет в Регионаллигу                                             |

## Предыдущие победители
| Сезон   | Дивизион «Север»       | Дивизион «Юг»   |
| ------- | ---------------------- | --------------- |
| 2004/05 | Браувайлер Пулхайм     | Зиндельфинген   |
| 2005/06 | Вольфсбург             | Крайльхсайм     |
| 2006/07 | Ваттеншайд             | Саарбрюккен     |
| 2007/08 | Херфордер              | Карл Цейсс Йена |
| 2008/09 | Теннис-Боруссия        | Саарбрюккен     |
| 2009/10 | Херфордер              | Байер 04        |
| 2010/11 | Гамбург II             | Фрайбург        |
| 2011/12 | Турбине II             | Зиндельфинген   |
| 2012/13 | Клоппенбург            | Хоффенхайм      |
| 2013/14 | Турбине II             | Занд            |
| 2014/15 | Любарс                 | Кёльн           |
| 2015/16 | Дуйсбург               | Хоффенхайм      |
| 2016/17 | Вердер Бремен          | Хоффенхайм      |
| 2017/18 | Боруссия Мёнхенгладбах | Хоффенхайм      |
| Сезон   | Чемпион                | Вице-чемпион    |
| 2018/19 | Бавария II             | Вольфсбург II   |
| 2019/20 | Вердер Бремен          | Вольфсбург II   |
| Сезон   | Дивизион «Север»       | Дивизион «Юг»   |
| 2020/21 | Карл Цейсс Йена        | Кёльн           |
| Сезон   | Чемпион                | Вице-чемпион    |
| 2021/22 | Меппен                 | Дуйсбург        |